# Ліонський трамвай-поїзд

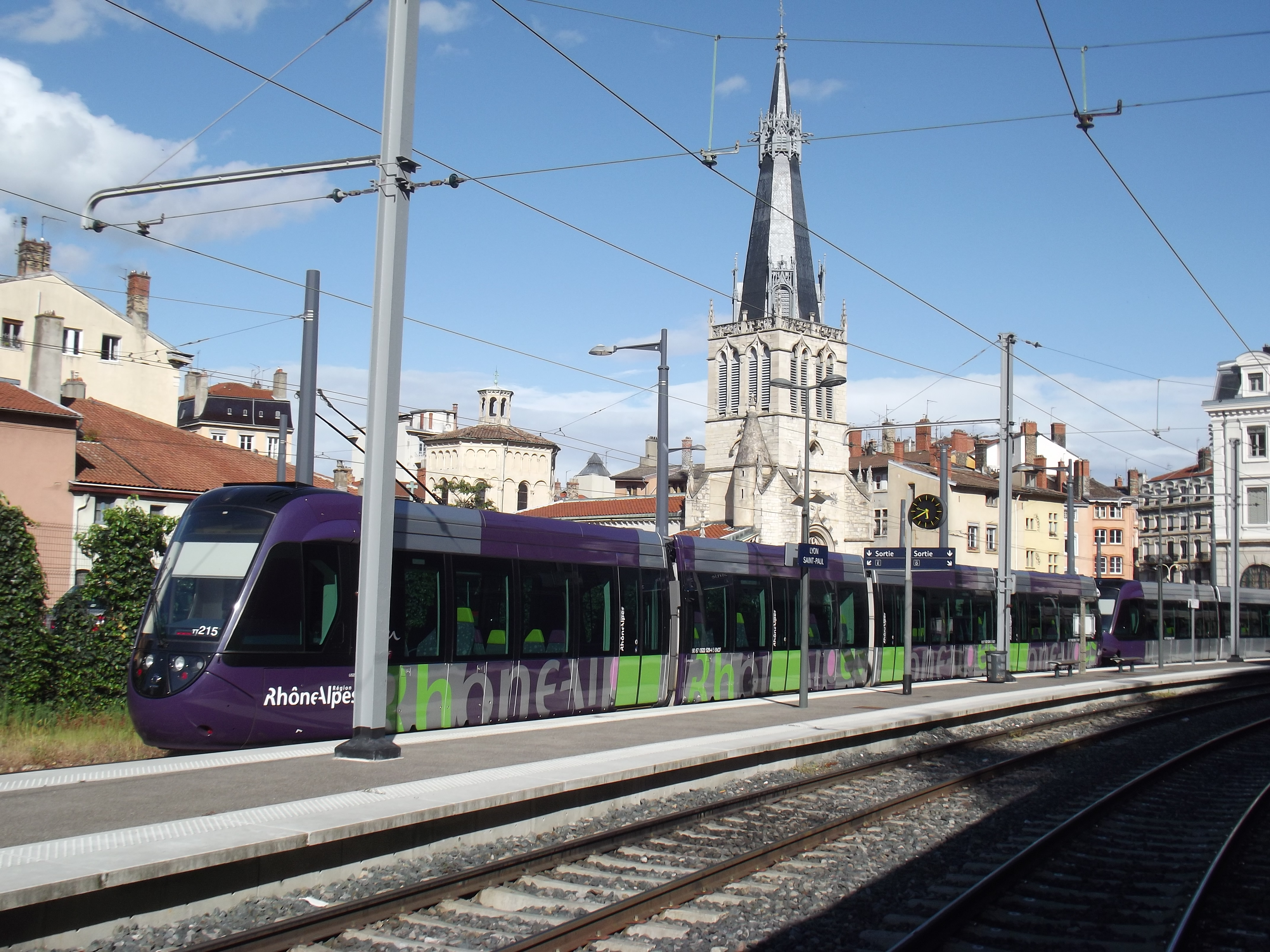
Вагони на вокзалі Ліон-Сен-Поль

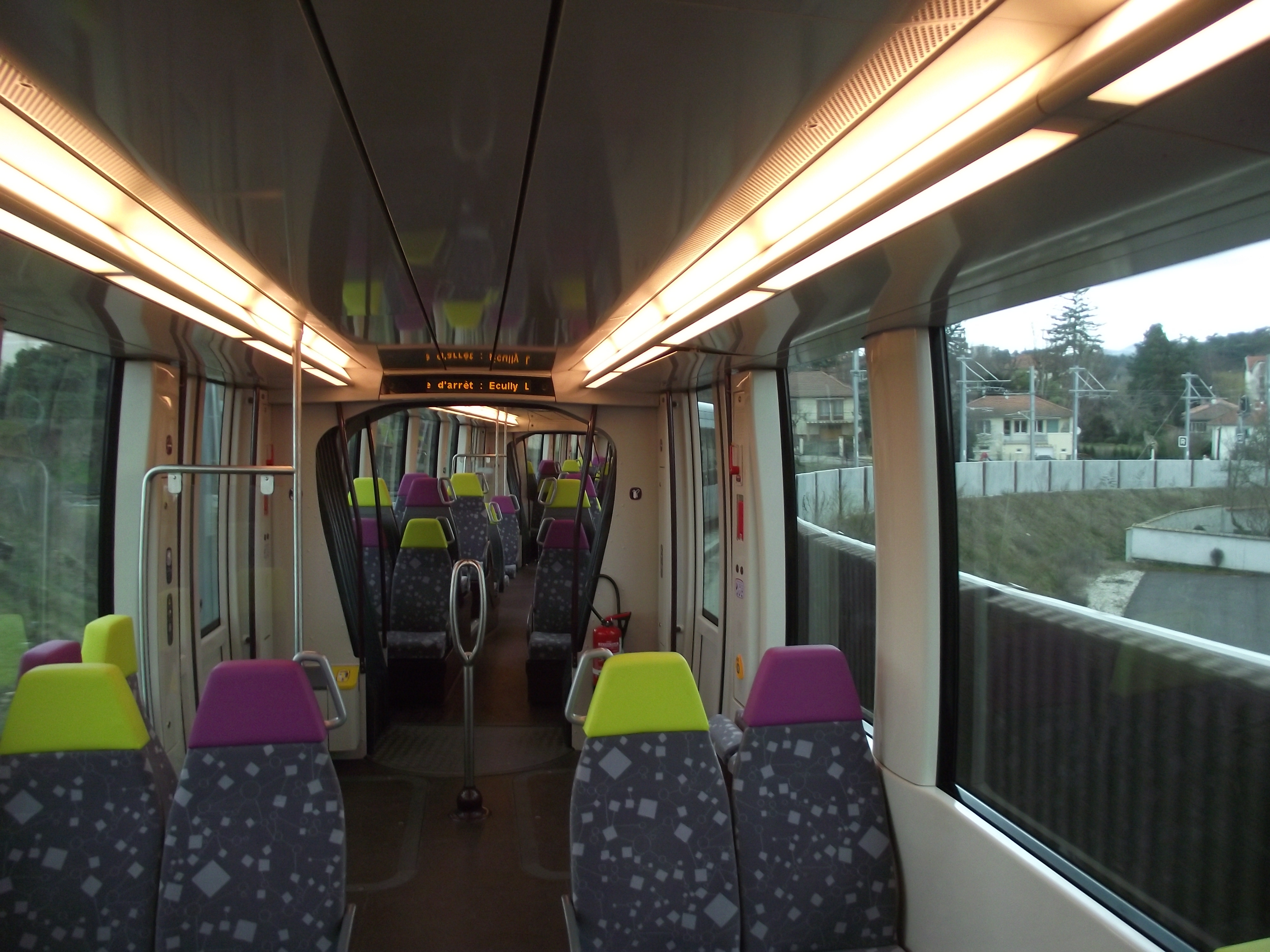
Інтер'єр вагона

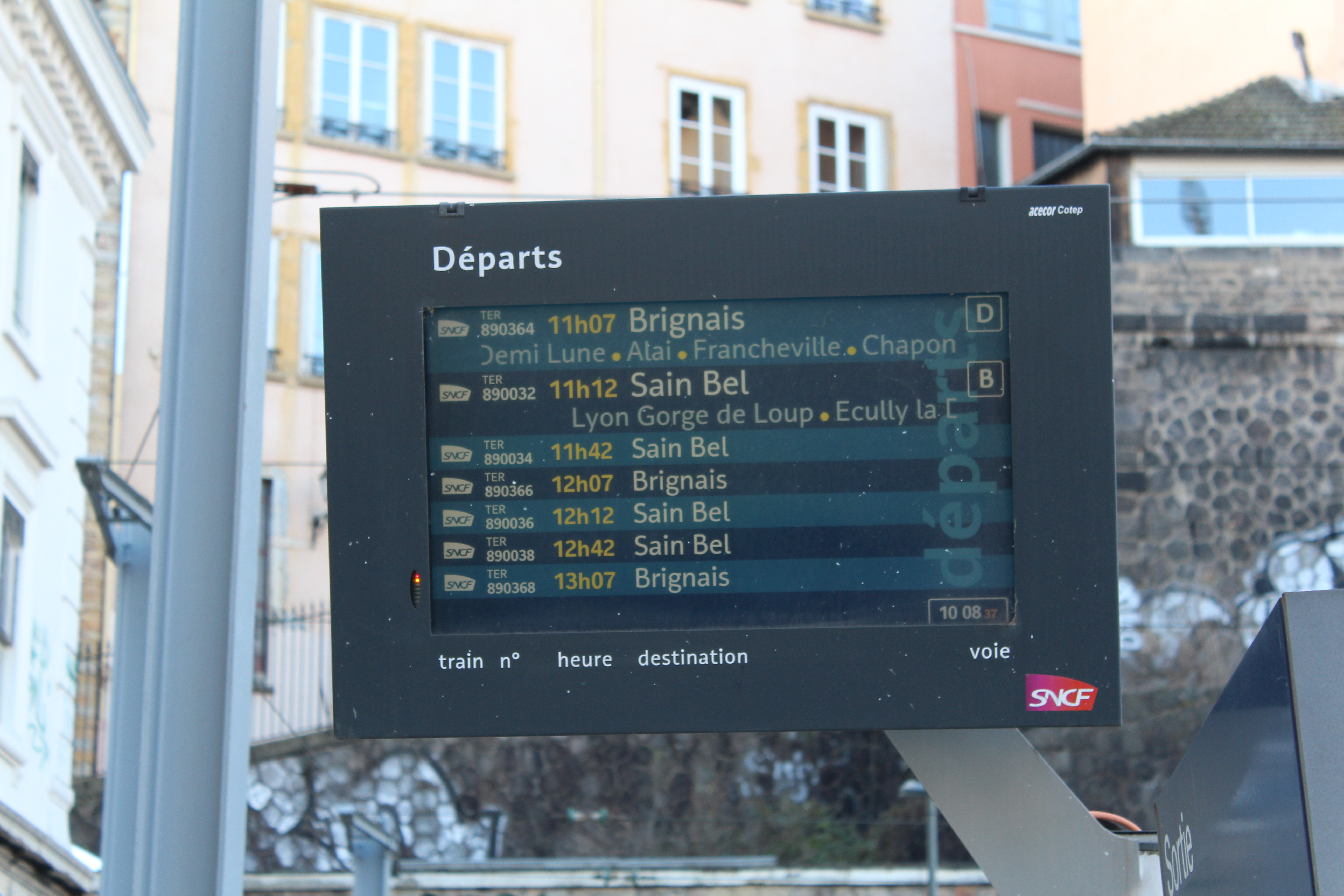
Табло відправлення на вокзалі Ліон-Сен-Поль

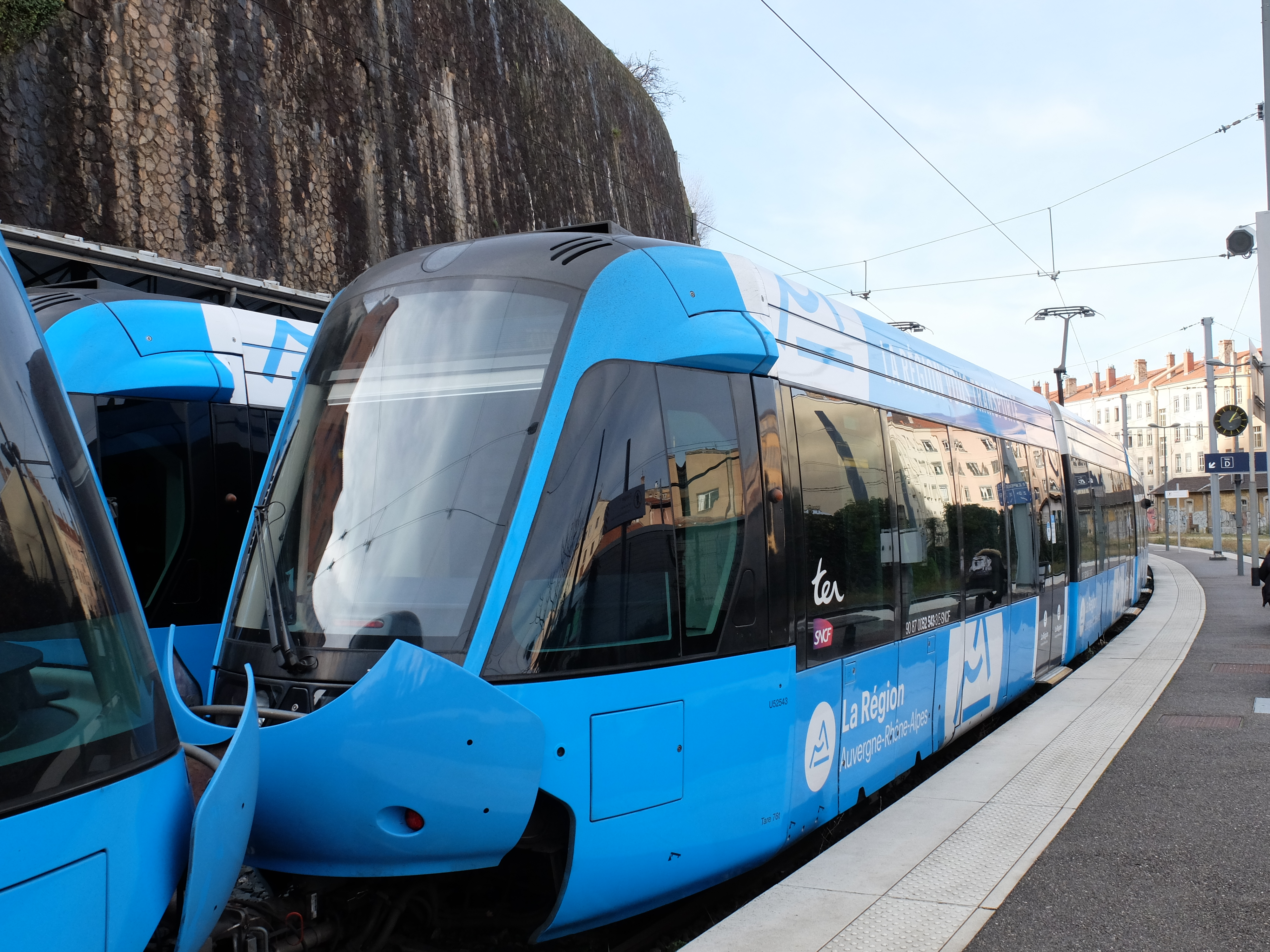
Вагони з'єднані у систему багатьох одиниць

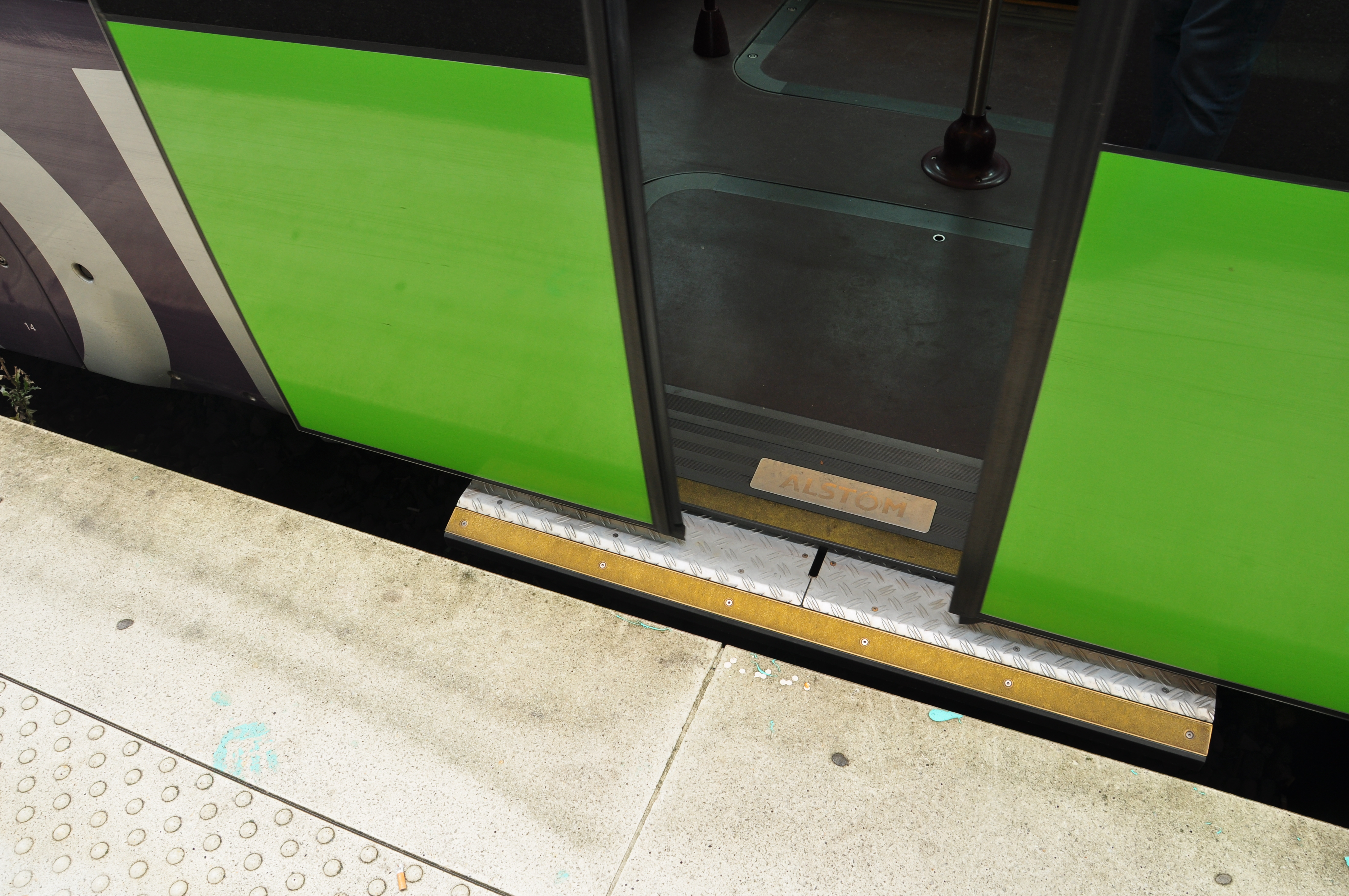
Висувна сходинка, що закриває прозір між підлогою вагона та платформою

Ліонський трамвай-поїзд — французька мережа легкорейкової залізниці, квитки якої інтегровані в сервіс приміських поїздів TER  Овернь-Рона-Альпи. Вона з'єднує центр Ліона із західною частиною агломерації. Поїзди курсують з вокзалу Ліон-Сен-Поль у міста Сен-Бель та Бріньє. Першу лінію з Ліон-Сен-Поль до Сен-Бель була введена в експлуатацію 22 вересня 2012 року. 8 грудня 2012 року запрацювала друга лінія з Ліон-Сен-Поль до Бриньє. 
Загалом мережа має дві лінії (і ще одна планується), які починаються від вокзалу Сен-Поль і обслуговують двадцять три станції в напрямку Бриньє, Сен-Бель та Лозанна. Маршрути було створено на основі наявної залізниці Західного Ліона . Ця мережа не підпадає під суворе визначення трамвай-поїзда, оскільки в короткостроковій перспективі не передбачено сполучення з трамвайними лініями Ліона; це скоріше легкорейкова залізниця. 
Проте робота забезпечується рухомим складом трамвайного типу Alstom Citadis Dualis, який є менш дорогим і має меншу місткість, ніж звичайний поїзд, зокрема, замінює старі поїзди-каравели та адаптований до обслуговуваних ліній щодо їх швидкості (обмежується до 100 км/год. Рух поїздів відбувається з інтервалом від 15 до 30 хвилин у будні.

## Статистичні дані
- Розташування — Ліон, Франція
- Початок роботи — 22 вересня 2012 року
- Вартість побудови — 294,7 млн євро
- Рухомий склад — Alstom Citadis Dualis
- Одиниць рухомого складу — 24
- Оператор — SNCF Voyageurs
- Кількість маршрутів — 2 (+1 заплановано)
- Кількість станцій — 23
- Довжина лінії — 55 км
- Ширина колії — 1435 мм
- Електрифікація — 1500 В, постійний струм, підвісна контактна мережа
- Річний пасажиропотік — 2,9 млн.

## Мережа

### Поточна мережа
Поточна мережа наразі обмежена двома лініями: одна з Ліона-Сен-Поль до Сен-Беля, а інша з Ліона-Сен-Поль до Брине.

### Цілі проекту
Проект ліонського трамвая-поїзда призначений для:
- забезпечення посиленого та надійного обслуговування пасажирів
- надавання послуг новим, привабливим і відповідним рухомим складом
- чіткий і регулярний графік руху
- оновлення 20 наявних станцій та створення ще  двох нових
- скорочення часу у дорозі
- оновлення залізничної інфраструктури
- скорочення інтервалу між поїздами вдвічі

### Лінія від Ліон-Сен-Поль до Сен-Бель
Характеристики:
- Початок роботи — 22 вересня 2012 року
- Час у дорозі — 21 хв
- Інтервал руху — 15-30 хвилин у робочі дні
- Графік роботи — без вихідних з 5:45 до 21:15

### Лінія від Ліон-Сен-Поль до Бриньє
Характеристики:
- Початок роботи — 8 грудня 2012 року
- Час у дорозі — 42 хв
- Інтервал руху — 30-60 хвилин у робочі дні
- Графік роботи — без вихідних з 6:30 до 21:00

## Рухомий склад
На лініях працюють 24 двосторонніх вагони Alstom Citadis Dualis з наступними характеристиками: 
- Довжина — 42 м
- Ширина — 2,65 м
- Висота — 3,5 м
- Висота підлоги — 370-537 мм
- Маса порожнього вагона — 70 т
- Сидячих місць — 92
- Стоячих місць — 159
- Кількість дверей — по 5 з кожної сторони
- Максимальна швидкість — 100 км/год
- Мінімальний радіус повороту — 25 м

## Історія

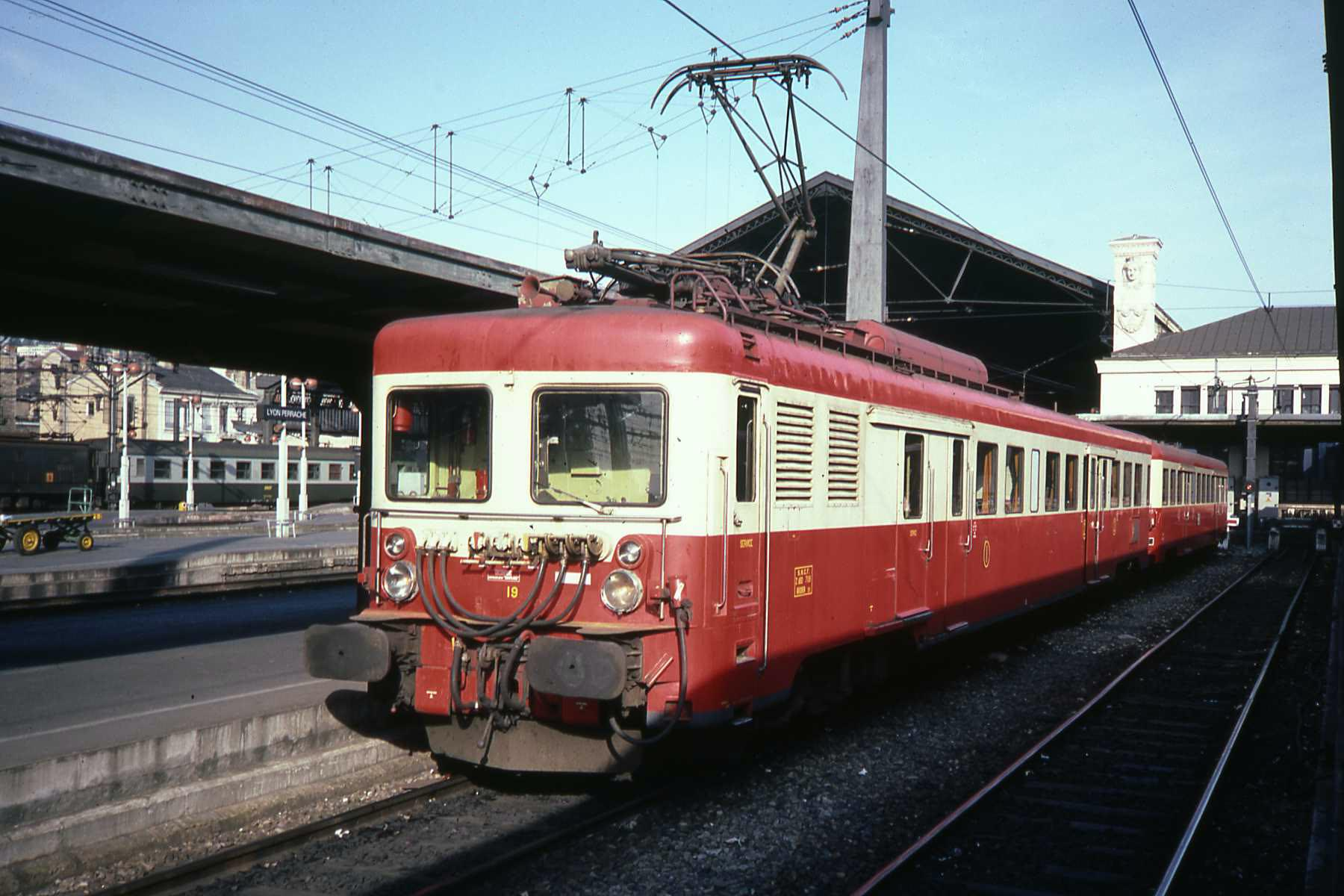
Електропоїзд моделі Z7100, який використовувався на регіональних лініях у 1950-х роках

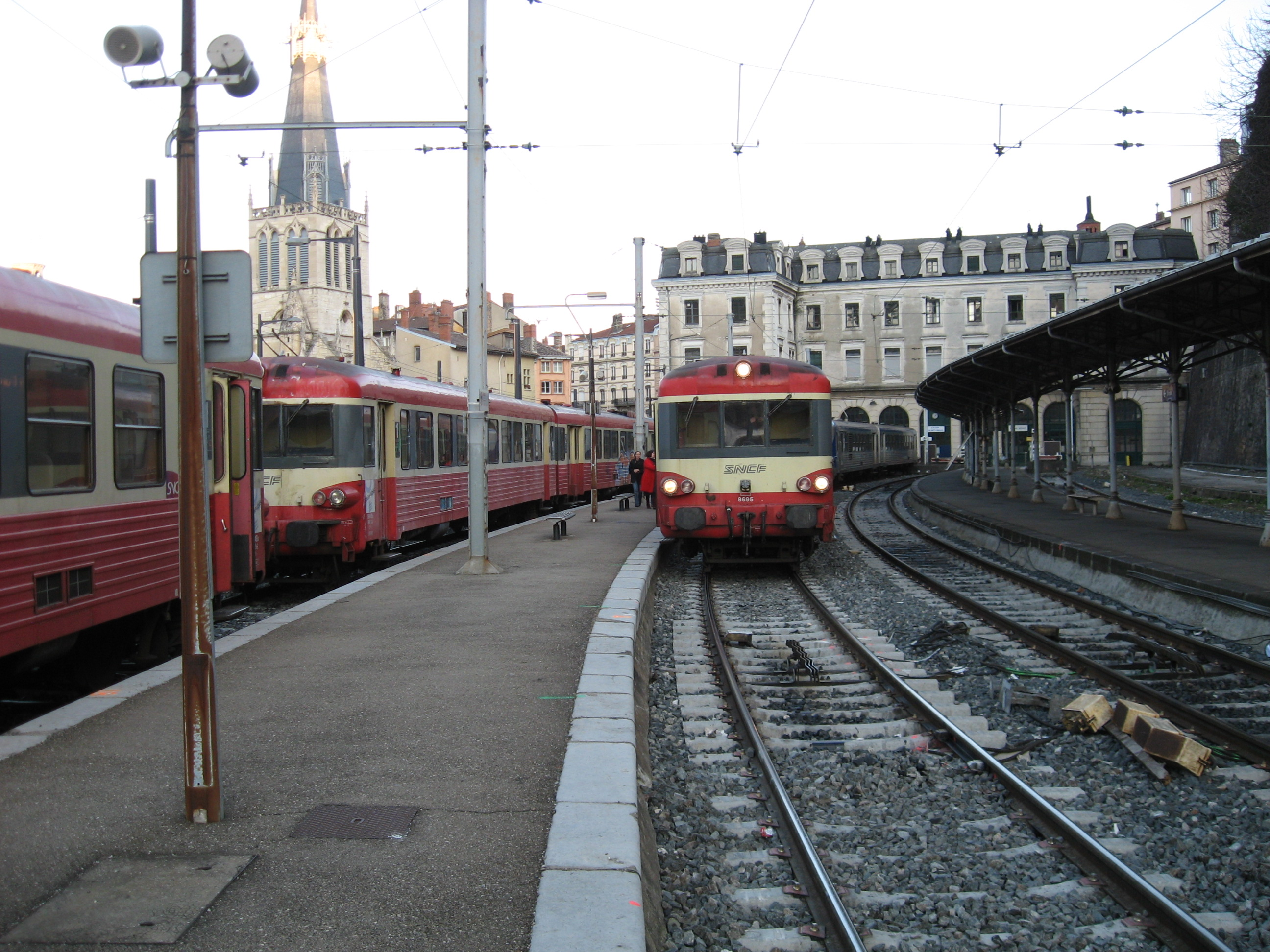
Дизельні поїзди моделі X4630 на вокзалі Ліон-Сен-Поль

Перші залізниця у західному Ліоні з центральним вузлом на вокзалі Сен-Поль була запущена в 1876 році. Друга лінія, яка стала залізничною об'їзною Ліона, з'явилася в 1910 році. Дві ці лінії перетиналися у Тассені, який через добре сполученню з Ліоном почав стрімко розвиватися. Однак у 1934 році сполучення з Бриньє було скасовано, а протягом наступних п'яти років припинилося обслуговування та інших напрямків. 
В 1954 році почалося відновлення залізничного сполучення в регіоні. Зокрема, було запущено поїзд з Ліона-Сен-Поль до Шарбоньє, профінансоване коштом залишків від фінансування сполучення Париж—Ліон, причому це було зроблено через прохання місцевого офіцера, який проживав у Шарбоньє. Маршрути обслуговувалися як електропоїздами моделі Z7100, так і поїздами на паровозній тязі.
У 1980-х роках розпочалася чергова криза регіональних пасажирських перевезень. Частину локомотивів вивели з експлуатації, а деякі пасажирські електропоїзди вийшли з ладу. На додачу до цього через будівництво гілки метро довелося демонтувати частину контактної мережі на ділянці Gorge de Loup.  Через це на маршрутах могли працювати лише пасажирські дизельні поїзди моделі X4630.
У 1990-х роках регіон Рона-Альпи розпочав програму модернізації залізниці, результатом якої став запуск комп'ютеризованого пункту керування у Тассені, прокладання нових ліній у Лентілі Шарпене та Флеріє-сюр-л’Арбрель та створення нової станції поблизу Шарбоньє.
Проєкт подальшої модернізації наявної залізниці регіону Рона-Альпи та запуск на ній сучасних трамваїв-потягів з'явився у лютому 2001 року. Початково планувалося продовжити лінію від вокзалу Сен-Поль до вокзалу Пар-Дью. Це була дуже перспективна ідея, яка дала б доступ поїздам прямо до центру Ліона та збільшила б пасажиропотік з 6,5 до 33 тисяч пасажирів на день. Однак місцеві вибори, що відбулися за місяць, змінили склад міської влади та нове керівництво міста відмовилося від ідеї продовження трамвая в центр, мотивуючи це незручністю для автомобільного руху. 
Протягом 2002-2006 років проводилися лише дослідження, результатом яких став проєкт електрифікації трьох гілок, влаштування депо з обслуговування рухомого складу та пункт керування сигналізацією та стрілками.
Водночас регіон Рона-Альпи провів закупівлю рухомого складу та придбав 24 вагони Alstom Dualis, завдовжки 42 метри. Ширина цих вагонів становила 2,65 м, що робило їх несумісними з запущеною у 2001 році міською трамвайною системою Ліона, яка використовує вагони 2,4 м завширшки. Загальна сумка контракту становила 300 млн євро. 